# Ляпунов, Лев Прокофьевич
Лев Прокофьевич Ляпунов — стольник, московский дворянин, голова и воевода во времена правления Михаила Фёдоровича и Алексея Михайловича.
Из дворянского рода Ляпуновы. Младший сын известного деятеля Смутного времени Прокофия Петровича Ляпунова. Имел старшего брата Владимира Прокофьевича упомянутого в 1614-1616 годах воеводою в Михайлове, где в 1614 году разбившего татар близ города, в 1625 году вторым воеводой Сторожевого полка, в 1629-1630 годах воевода в Путивле.

## Биография

### Служба Михаилу Фёдоровичу
В сентябре 1614 года воевода в Валуйках, и велено ему было сходиться в Белгороде с полками князя Хилкова.
В 1627-1629 годах рязанский городовой дворянин. В 1636-1668 годах московский дворянин.

#### Служба Алексею Михайловичу
В мае 1650 года послан первым письменным головою при боярине и князе Борисе Александровиче Репнине.
Участник русско-польской войны 1654-1667 годов. В мае 1654 года голова третьей сотни смоленских дворян в Государевом полку в походе против Речи Посполитой. В июне этого же года послан из Вязьмы под Красное с князем Фёдором Никитичем Одоевским и окольничим Андреем Ивановичем Хилковым головою шестой сотни. В мае 1655 года голова второй сотни смоленских дворян в Государевом полку в походе из Смоленска против польско-литовских войск, а в июне указано ему быть в Шклове со своею сотней в Ертаульном полку.
В июне 1656 года голова первой сотни смолян в Ертаульном полку во время государева похода из  Смоленска против шведского короля.
В мае 1658 года осадный воевода в Белгороде. В мае и августе этого же года с ним пытались местничать Тимофей Устинович Хрущёв и В.Н. Лихарев соответственно, но Разрядный приказ указал быть всем без мест.
В июле 1659 года участвовал в Конотопской битве, где попал в плен к полякам.
В июле 1663 года послан вторым воеводою в Псков.

## Семья
От брака с неизвестной имел бездетных детей: Семёна, Василия, Якова и Григория Львовичей известных по родословным. С их смертью потомство знаменитого гражданина Прокофия Петровича Ляпунова не продолжилось.